# Leonyid Alekszandrovics Govorov
Leonyid Alekszandrovics Govorov (Леони́д Алекса́ндрович Го́воров) (Butirka, Vjatkai kormányzóság, Orosz Birodalom, 1897. február 22. – Moszkva, Szovjetunió, 1955. március 19.) szovjet parancsnok, tüzértiszt. 1920-ban belépett a Vörös Hadseregbe. Számos szovjet katonai oktatási intézményt elvégzett, a téli háborúban tüzérfőnökként szolgált.
A második világháborúban a Moszkva alatti ellentámadás során hadseregparancsnokként, 1942 áprilisától frontparancsnokként teljesített szolgálatot. 1944-ben a Szovjetunió marsalljává léptették elő. A Szovjetunió Hőse érdemrend és sok más (köztük két francia) kitüntetés tulajdonosa.

## Ifjúkora
Közép-Oroszországban, Butirka faluban született. A petrográdi politechnikai intézet hajóépítő részlegén dolgozott. 1916 decemberében azonban besorozták és a Konsztantyinovszkoje Tüzérségi Iskolába küldték, amelyet 1917-ben elvégzett. Amikor kitört az októberi forradalom és az orosz hadsereg dezintegrálódott, hazament szülőfalujába, de később besorozták Kolcsak fehér hadseregébe. 1919 végén dezertált és 1920 elején beállt a Vörös Hadseregbe. A polgárháború hátralévő részében az 51. lövészhadosztályban szolgált. 1921-ben megkapta a Vörös Zászló érdemrendet.
Több oktatási intézményt, többek között a Frunze Katonai Akadémiát (1933) is elvégezte Az elsők között végezte el az 1936-ban alapított Vezérkari Akadémiát. 1936-tól a Kijevi Katonai Körzet tüzérfőnöke volt. 1938-ban oktatónak nevezték ki a Dzerzsinszkij Tüzérségi Akadémiára. 1939-ben publikálta először kutatási eredményeit. A Nagy Terror időszaka alatt kis híján letartóztatták, de végül megmenekült és tovább emelkedett a ranglétrán.
1939-ben, a szovjet-finn háború kitörése után a 7. hadsereg tüzérfőnökévé nevezték ki, mivel a Dzerzsinszkij Tüzérségi Akadémián a megerődített ellenséges pozíciók elleni támadások témáját kutatta. 1940 februárjában ő vezényelte azt a nagy erejű támadást, amely végre áttörte a Mannerheim-vonalat. Ezért a haditettért Vörös Csillag érdemrenddel tüntették ki, és hadosztályparancsnokká léptették elő.

## Szerepe a második világháborúban
Miután 1941 júniusában a náci Németország megtámadta a Szovjetuniót, 1940 augusztusától októberig a Nyugati Front tüzérfőnöke volt. A moszkvai csata alatt az 5. hadsereg (Leljusenko) tüzérfőnökévé nevezték ki. Miután október 18-án a hadseregparancsnok megsebesült, átvette a hadsereg parancsnokságát. A téli szovjet ellenoffenzíva során felszabadította Mozsajszkot. Jutalmul tüzér altábornaggyá léptették elő.
1942 áprilisában a Leningrádi Front – amely a korábbi Leningrádi és Volhovi Frontból állt – leningrádi csoportosításának parancsnokává nevezték ki. Miután júliusban Sztálin reaktiválta a Volhovi Frontot, Govorov altábornagy a Leningrádi Front parancsnoka lett, felváltva az eddigi parancsnokot, M. Sz. Hozin altábornagyot.
Leningrád 1941 szeptembere óta el volt vágva az ország többi részétől. A szovjet hadseregek megpróbálták áttörni az ostromgyűrűt, amely óriási károkat okozott a város és szenvedéseket a polgári lakosság számára. Az egyetlen megközelítési utat (amely a Ladoga-tó jegén át vezetett a hátországba) rendszeresen bombázta a német és a finn légierő. 1942-ben több támadást indítottak a körzetben, de egyik sem tudta áttörni a bekerítést. Tavasszal a német seregtestek bekerítették és elpusztították a 2. csapásmérő hadsereget (A. A. Vlaszov). A keleti front többi arcvonalszakaszát tartó szovjet haderőknek is nagy szükségük volt utánpótlásra, így a város felszabadításáért küzdő két front nem sok erősítést kapott. A kétségbeejtő helyzetben a parancsnok tüzérségi háttere nagyon értékesnek bizonyult, mivel a várost folyamatosan bombázta a Luftwaffe.
1942-ben a Leningrádi Front több helyi jelentőségű támadást indított, de ezek sikertelenek voltak. A szovjetek augusztusban összetartó irányú csapást mértek a Ladoga-tótól délre fekvő német állások irányában, ahol csak 16 kilométer választotta el a két frontot. Eddigre a németek is jól haladtak az Északi Fény (Nordlicht) hadművelet előkészületeivel, melynek az lett volna a célja, hogy a várost elfoglalva egyesüljenek a finn csapatokkal. Küchler Észak hadseregcsoportja nagy erősítéseket kapott a Krímből, ahol a 11. hadsereg júliusban elfoglalta Szevasztopolt. Egyik fél sem tudott a másik készülődéséről. Augusztus 19-én a Leningrádi Front megindították a szinyavinói hadműveletet. Augusztus 27-én a Volhovi Front (Mereckov) hadseregei is támadásba lendültek. A németek törölték az Északi Fény hadműveletet (amely szeptember 14-én kezdődött volna) és átdobták tartalékaikat a fenyegetett arcvonalszakaszra. Szeptember 5-éig Mereckov hadseregei 9 kilométert nyomultak előre, a németek azonban stabilizálni tudták a helyzetet, két ellentámadást is indítottak és októberre visszafoglalták a korábban elveszített pozíciók nagy részét. A német csapatok közel 6 000 embert veszítettek, a szovjetek jóval többet, de az ilyen természetű veszteségeket ők jobban megengedhették maguknak.
1943 januárjában az Iszkra hadművelet keretében Govorov és Mereckov hadseregei áttörték a bekerítést – 8–10 kilométer széles rést ütöttek a Ladoga-tó partján. Bár az ostromgyűrűt teljes egészében nem sikerült áttörni, ezen a légcsövön át a leningrádi helyőrség és a lakosság mintegy szabadabban lélegezhetett. Gyorsan vasútvonalat építettek a korridoron át, amelyen utánpótlást lehetett szállítani a városba. Govorovot január 15-én vezérezredessé léptették elő, 28-án pedig megkapta a Szuvorov-rendet.
Februárban a szovjet erők visszafoglalták a gyemjanszki kiszögellést is. A két front az év hátralévő részében tovább szélesítette a várost a hátországgal összekötő korridort, de jelentős sikert nem tudtak elérni.
1944. január 13-án a szovjetek offenzívát indítottak az ostromgyűrű áttörésére. Noha az első napokban a köd, majd az olvadás lelassította előrenyomulásukat, 26-ig a német csapatok majdnem 100 kilométert vonultak vissza. A kezdeti sikerek azt az illúziót keltették a szovjetekben, hogy sikerült bekeríteniük az Észak hadseregcsoportot, amely rendezetten vonult vissza a Narva-Pszkov vonalra. Áprilisra patthelyzet alakult ki. Sztálin utasítására Govorov vezérezredes észak felé, az év elején elszigetelt Finnország irányába fordult. Június 18-án előléptették marsallá. Január 20-án hadseregei elfoglalták Viborgot, de az előrenyomulás üteme innentől fokozatosan csökkent. A finnek végül békét kötöttek a szovjetekkel, ez lehetővé tette az itt tevékenykedő erők átdobását a Baltikumba. Govorovot a 2. Balti Front élére nevezték ki, amelynek a Kurland irányába visszavonult Észak hadseregcsoport felszámolása volt a feladata. A németek azonban tartós ellenállást tanúsítottak. Az oroszok erőfölényüket kihasználva beszorították őket Kurlandba, manőverezési mozgástér hiányában azonban hónapokig nem tudták szétverni a hadseregcsoportot. 1945. január 27-én Govorov megkapta a Szovjetunió Hőse aranycsillagot.

## A háború után
A háború utáni években a Leningrádi Katonai Körzet parancsnoka volt, majd a szárazföldi haderő főinspektora. 1948-ban kinevezték a légvédelmi erők parancsnokává, 1952-ben pedig a honvédelmi miniszter helyettesévé. Felügyelte a szovjet légvédelmi rendszer megfelelő modernizálását. Ekkorra szívbetegsége már súlyossá vált.
1953. január 13-án a TASZSZ közleményt adott ki a „kártevő orvosok” tevékenységéről (amelyet részben Sztálin fogalmazott meg). Prominens közéleti szereplők meggyilkolásával vádoltak őket, valamint azzal, hogy a hadsereg magas rangú vezetőinek, Konyev, Vaszilevszkij és Govorov marsalloknak (valamint Styemenkónak, a korábbi vezérkari főnöknek és Levcsenko tengernagynak) életére törnek. Nehéz elkerülni a következtetést, hogy a Zsukovot és Kuznyecov tengernagyot már évekkel ezelőtt félreállító öreg diktátor az általa legfontosabbnak tartott parancsnokokat nevezte meg „áldozatokként”, így Govorov képességeit paradox és kínos módon elismerte azáltal, hogy belekeverte őt az ügybe.
Govorov 1955. március 19-én hunyt el, hamvait a Kreml falába temették.